# Asinello (isola Lunga)
Asinello, Magachi o Magasick (in croato Magarčić o Magacić) è una piccola isola della Dalmazia settentrionale, in Croazia, che fa parte dell'arcipelago zaratino. Si trova nel mar Adriatico centrale, affiancata alla costa nord-orientale dell'Isola Lunga. Amministrativamente appartiene al comune di Sale, nella regione zaratina.

## Geografia
Asinello si trova nelle acque del canale di Sferinaz (Zverinački kanal) a nord di valle Dombocca (uvala Dumboka), chiamata anche porto Domboch, a nord dell'abitato di Dragovo (Dragove); dista 550 m da punta Dombocca o Dumbocca (rt Dumboka) e circa 1 M da punta Santa Domenica (rt Sv. Nedjelja) che si trova a nord-ovest, a est dell'abitato di Bosavia (Božava). L'isolotto, di forma arrotondata, ha una superficie di 0,055 km², una costa lunga 0,88 km e un'altezza di 29 m.

### Isole adiacenti
- Scillo[11][12][13][14] o Sillo[5] (Šilo), piccolo isolotto a nord, a circa 1,6 km[2], accanto alla punta meridionale di Sferinaz; ha una superficie di 0,054 km²[1], una costa lunga 0,9 km[1] e un'altezza di 19 m[2] 44°08′36″N 14°56′17″E.
- Spariaspo[15][16], Sparosniak[5] o Sparasgnak[14] (Sparušnjak), piccolo isolotto a nord-est, a circa 1,9 km[2], con una superficie di 0,035 km²[1], una costa lunga 0,71 km[1] e un'altezza di 16 m[2] 44°08′15″N 14°57′08″E.
- Isolotti Platana, a sud-est, a circa 1 M[2] di distanza.

### Cartografia
- (HR) Mappa topografica della Croazia 1:25000, su preglednik.arkod.hr. URL consultato il 31 luglio 2017.
- G. Giani, Carta prospettiva delle Comuni censuarie della Dalmazia, foglio 2, 1839. Fondo Miscellanea cartografica catastale, Archivio di Stato di Trieste.
- Carta di cabottaggio del mare Adriatico, foglio V, Milano, Istituto geografico militare, 1822-1824. URL consultato il 16 dicembre 2020 (archiviato dall'url originale il 23 agosto 2021).